# Armas Pesonen
Armas Pesonen (Armas Johannes Pesonen; * 25. März 1885; † 20. Mai 1947 in Helsinki) war ein finnischer Speerwerfer.
Beim Speerwurf der Olympischen Spiele 1908 in London wurde er Fünfter. Im freien Stil belegte er den sechsten Platz.
Seine persönliche Bestleistung von 50,62 m stellte er am 4. Juli 1909 in Helsinki auf.